# Ансаб-аль-Акрад
Анса́б-аль-Акра́д (араб. أنساب الأكراد‎ — «Происхождение курдов») — летопись на арабском языке, написанная Абу Ханифой ад-Динавари и рассказывающая о происхождении и истории курдов. В настоящее время книга считается утраченной.
Летопись «Ансаб-аль-Акрад» является первой книгой об истории и происхождении курдского народа. Её автором является курд Абу Ханифа ад-Динавари, живший ок. 815—895 годах. Он родился между Хамаданом и Керманшахом (совр. западный Иран, Восточный Курдистан). Изучал астрономию, математику и механику в Исфахане и филологию и поэзию в Куфе и Басре.